# Sarah-Lisa Dübel
Sarah-Lisa Dübel (* 26. März 1998 in Dormagen) ist eine deutsche Fußballspielerin, die zur Saison 2025/26 beim SC Freiburg spielt.

## Karriere

### Vereine
Dübel begann im Alter von 14 Jahren beim FSV Hessen Wetzlar mit dem Fußballspielen – als Torhüterin. Drei Jahre später von der ersten Mannschaft verpflichtet, bestritt sie ihre ersten zwei Saisonspiele im Seniorinnenbereich. Ihr Debüt gab sie am 20. Dezember 2015 (11. Spieltag) beim 5:2-Sieg im Heimspiel gegen Alemannia Aachen in der Gruppe Süd der seinerzeit zweigleisigen 2. Bundesliga. In der Folgesaison wurde sie zum Saisonausklang am 21. Mai 2017 beim 5:3-Sieg im Heimspiel gegen den TSV Schott Mainz in den letzten sieben Minuten eingesetzt. In der Saison 2016/17 bestritt sie zudem neun Punktspiele für die zweite Mannschaft in der drittklassigen Regionalliga Süd.
Mit Beendigung ihrer Schulzeit am Gymnasium Philippinum Weilburg mit Abschluss Abitur, begab sie sich in die Vereinigten Staaten. Am Flagler College in St. Augustine im US-Bundesstaat Florida schrieb sie sich für ein Studium im Hauptfach Psychologie ein und kam in der Spielzeit 2017 bis 2020 für das Sport-Team der Bildungseinrichtung, die Flagler Saints, in insgesamt 69 Meisterschaftsspiele in der Peach Belt Conference, der Division II der NCAA zugehörig, zum Einsatz.
Mit erfolgreichem Abschluss ihres Studiums nach Deutschland zurückgekehrt, fand sie im SC Sand ihren neuen Verein. Vom 6. Februar (13. Spieltag) bis zum 27. März 2022 (18. Spieltag) kam sie in sechs Bundesligaspielen in Folge zum Einsatz. Ihr Debüt im Auswärtsspiel gegen den FC Bayern München ging mit 0:4 verloren, wie auch drei weitere Begegnungen. Zwei Punktspiele (beim FC Carl Zeiss Jena und gegen Bayer 04 Leverkusen) wurden  mit 4:1 und 2:1 gewonnen.
Am 24. Juni 2022 wurde sie als fünfter Neuzugang und als dritter Torhüter neben Anneke Borbe und Hannah Etzold für die Saison 2022/23 auf der Website des Bundesligisten Werder Bremen vorgestellt, ein Punktspiel bestritt sie nicht, jedoch ein Pokalspiel. Ihr Pflichtspieldebüt fand am 11. September 2022 beim 3:0-Zweitrundensieg über den Drittligisten SV Henstedt-Ulzburg statt.
Im Januar 2024 wurde sie als vereinslose Spielerin von der österreichischen SPG Altach/Vorderland unter Vertrag genommen. Zur Saison 2025/26 wechselte sie in die Bundesliga zum SC Freiburg.

### Auswahlmannschaft
Als Spielerin der Auswahlmannschaft des Hessischen Fußball-Verbandes wurde sie im Jahr 2015 in drei Turnierspielen (1 S, 1 U, 1 N) um den DFB-Länderpokal an der Sportschule Wedau in Duisburg eingesetzt.

## Erfolge
- Meister Regionalliga Süd 2015 und Aufstieg in die 2. Bundesliga Süd